# Közép-európai idő
| kék        | Nyugat-európai idő (UTC+0) Nyugat-európai nyári idő (UTC+1) |
| világoskék | Nyugat-európai idő (UTC+0)                                  |
| vörös      | Közép-európai idő (UTC+1) Közép-európai nyári idő (UTC+2)   |
| arany      | Kelet-európai idő (UTC+2) Kelet-európai nyári idő (UTC+3)   |
| sárga      | Kalinyingrádi idő (UTC+2)                                   |
| zöld       | Moszkvai idő (UTC+3)                                        |

A közép-európai idő (angolul Central European Time, CET) annak az időzónának az egyik neve, amely 1 órával jár az egyezményes koordinált világidő előtt, vagyis CET = UTC + 1. Európa legnagyobb része ebbe a zónába tartozik, néhány észak-afrikai országgal együtt. A nyári időszámítás ideje alatt a CEST van érvényben helyette (CEST = UTC + 2). A köznyelvben a magyar idő szerint kifejezés ugyanezt jelöli.

## Használata
A következő országokban egész évben ez van érvényben:
- Algéria
- Angola
- Benin
- Csád
- Egyenlítői-Guinea
- Gabon
- Kamerun
- Kongói Demokratikus Köztársaság nyugati része
- Kongói Köztársaság
- Közép-afrikai Köztársaság
- Niger
- Nigéria

A következő országok nyári időszámítást is használnak, így csak október utolsó vasárnapjától március utolsó vasárnapjáig érvényes:
- Albánia, 1914 óta
- Andorra, 1946 óta
- Ausztria, 1893 óta

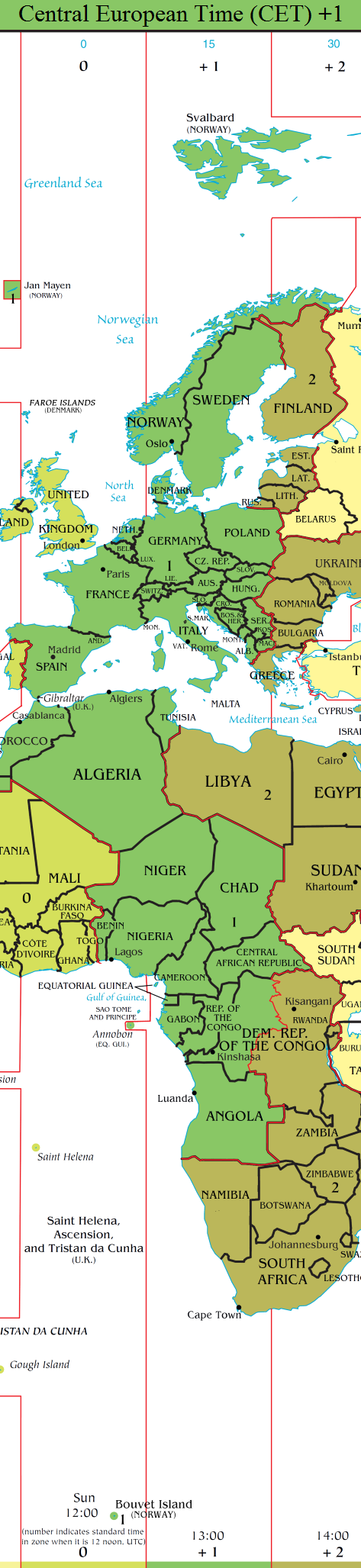
A közép-európai időzóna

- Belgium, 1914–19 között és 1940 óta
- Bosznia-Hercegovina, 1884 óta
- Csehország, 1891 óta
- Dánia, 1894 óta
- Észak-Macedónia, 1884 óta (eleinte Macedónia néven)
- Franciaország 1940 óta, 1944–45 kivételével
- Gibraltár, 1957 óta
- Hollandia, 1940 óta
- Horvátország, 1884 óta
- Lengyelország, 1915–18 között és 1922 óta
- Liechtenstein, 1894 óta
- Luxemburg, 1904–18 között és 1940 óta
- Magyarország, 1890 óta
- Málta, 1893 óta
- Monaco, 1945 óta
- Montenegró, 1884 óta
- Németország, 1893 óta
- Norvégia, 1895 óta
- Olaszország, 1893 óta
- San Marino, 1894 óta
- Szerbia, 1884 óta
- Szlovákia, 1890 óta
- Szlovénia, 1884 óta
- Spanyolország, 1946 óta, a Kanári-szigetek kivételével
- Svédország, 1900 óta
- Svájc, 1894 óta
- Tunézia, 1911 óta
- Vatikán, 1894 óta

Namíbia UTC + 1-et használ áprilistól októberig, az év többi részében pedig nyári időszámítást, ami az UTC + 2-nek felel meg.
A második világháború előtt Litvánia is közép-európai időt használt 1920–40 között. A háború alatt Németország ezt vezette be az összes általa elfoglalt területen. Franciaország, Belgium, Hollandia és Luxemburg megtartotta a háború után is. Monaco, Spanyolország, Andorra és Gibraltár a háború után vezették be.
Írországban és az Egyesült Királyságban kísérleti jelleggel bevezették a közép-európai zónaidőt 1968–71 között. Ez a kísérlet azonban népszerűtlennek bizonyult. Népszerűtlenségét főleg a téli reggeleken megnövekedett közúti balesetek okozták; sok esetben iskolába induló gyermekek voltak a halálos áldozatok. Portugáliában 1966–76, illetve 1992–96 között használták a közép-európai időszámítást.

## Rendellenességek, érdekességek
Mivel a tisztán földrajzi szempontok mellett politikai kritériumok is közrejátszanak az időzónák megrajzolásánál, az érvényes időzónák nem illeszkednek pontosan a hosszúsági körökhöz. Ha a közép-európai időzónát tisztán földrajzi alapon jelölnék ki, akkor pontosan a 7° 30' K és 22° 30' K hosszúsági körök között húzódna. Ennek eredményeképpen vannak olyan helyek Európában, amelyek földrajzi értelemben a közép-európai időzónába tartoznának, de nem ezt az időszámítást használják; fordítva pedig vannak olyan európai helyek, amelyek földrajzi értelemben nem tartoznának ebbe az időzónába, mégis a közép-európai időt használják.

### Földrajzi rendellenességek
- Olyan ország, amely földrajzilag (részben) UTC − 1 zónába tartozna, de UTC + 1-et használnak: Spanyolország legnyugatibb része, például A Coruña városa (itt közép-európai nyári idő szerint a nyári napforduló napján majdnem 23 órakor nyugszik le a Nap, a téli napforduló idején pedig délelőtt 9 óra után van napkelte)
- Olyan ország, amely földrajzilag (részben) az UTC zónába tartozna, de UTC + 1-et használ: Andorra, Belgium, Franciaország (leszámítva Korzikát és Elzász legkeletibb részét), Németország legnyugatibb része (volt NSZK, például Saarbrücken, Düsseldorf, Aachen és Trier); Olaszország legnyugatibb része például Aosta; Luxemburg; Monaco; Hollandia; Norvégia legnyugatibb része, Spanyolország (kivéve a legnyugatibb részt); Svájcnak a Berntől nyugatra fekvő része például Genf és Lausanne.
- A norvég–orosz határ az egyedüli olyan hely, ahol a közép-európai időzóna (UTC + 1) a moszkvai időzónával (UTC + 3) közvetlenül határos, így a határ átlépésekor kétórás időeltolódás tapasztalható. Ezen kívül van Európában egyetlen olyan pont is, ahol három időzóna (UTC + 1, UTC + 2 és UTC + 3) találkozik, a Norvégia–Finnország–Oroszország hármas határon.
- Olyan országok, amelyek (részben) UTC + 1-be tartoznának, de UTC + 2-t használnak: Görögország legnyugatibb része, például Korfu szigete; Bulgária legnyugatibb része; Románia legnyugatibb része (Erdély nyugati megyéi: Krassó-Szörény megye, Temes megye; Arad megye, Bihar megye egésze, illetve részben Mehedinți megye és Szatmár megye); Ukrajna legnyugatibb része, a magyar, illetve a szlovák határ közelében (Kárpátalja); a kalinyingrádi orosz exklávé; balti országok nyugati része; Finnország délnyugati partvidéke, például Turku; ezen kívül az Åland szigetek.

### Spanyolország különleges esete
Spanyolország elég különleges eset. Az ország ugyan UTC + 1-et használ, de a napi élet üteme egy óra késésben van a többi UTC + 1 országhoz képest:
- A tanítás 9:30-kor kezdődik, ami Portugáliában 8:30, és ott akkor kezdődik a tanítás.
- Az ebéd rendszerint 14:00 órakor van, ami Portugáliában 13:00, és szintén ebédidő.
- A munkaidő 18:00 óráig tart, ami a portugáliai 17:00 órának felel meg, és az ottani munkaidő végének.
- A vacsorát 21:00 óra után fogyasztják, ami Portugáliában 20:00, és szintén vacsoraidő.

Másképp szólva, a spanyolok mindent ugyanakkor tesznek, mint a portugálok, vagyis életvitelükben a földrajzilag helyes időzónához igazodnak. Spanyolország tehát hivatalosan UTC + 1-et használ, de gyakorlatilag UTC-t.

## Az időzóna főbb városai

### Európában
| - Amszterdam, Hollandia - Barcelona, Spanyolország - Belgrád, Szerbia - Berlin, Németország - Bécs, Ausztria - Brüsszel, Belgium - Budapest, Magyarország - Frankfurt am Main, Németország - Genf, Svájc - Hamburg, Németország | - Katowice, Lengyelország - Koppenhága, Dánia - Ljubljana, Szlovénia - Madrid, Spanyolország - Milánó, Olaszország - München, Németország - Nápoly, Olaszország - Oslo, Norvégia - Párizs, Franciaország - Pozsony, Szlovákia | - Prága, Csehország - Róma, Olaszország - Szkopje, Észak-Macedónia - Stockholm, Svédország - Szarajevó, Bosznia-Hercegovina - Tirana, Albánia - Torino, Olaszország - Varsó, Lengyelország - Zágráb, Horvátország - Zürich, Svájc |

## Fordítás
- Ez a szócikk részben vagy egészben  a   Central European Time című angol Wikipédia-szócikk ezen változatának fordításán alapul.  Az eredeti cikk szerkesztőit annak laptörténete sorolja fel. Ez a jelzés csupán a megfogalmazás eredetét és a szerzői jogokat jelzi, nem szolgál a cikkben szereplő információk forrásmegjelöléseként.